# Усть-Среднеканская ГЭС
Усть-Среднека́нская ГЭС имени А. Ф. Дьякова — гидроэлектростанция на реке Колыме, в Среднеканском городском округе Магаданской области. Входит в Колымский каскад ГЭС, составляя его вторую, нижнюю ступень. Строительство Усть-Среднеканской ГЭС велось в суровых климатических условиях с 1991 года, пуск первых гидроагрегатов осуществлён в 2013 году, строительство было завершено в 2024 году. Ввод станции имеет большое значение для обеспечения надёжного энергоснабжения региона и развития горнодобывающей промышленности. Собственником Усть-Среднеканской ГЭС является ПАО «РусГидро».

## Природные условия
Усть-Среднеканская ГЭС возведена на реке Колыма, в 217 км ниже по течению от действующей Колымской ГЭС и в 1677 км от устья Колымы, в месте наибольшего сужения долины реки, в 12 км выше заброшенного в настоящее время посёлка Усть-Среднекан. На участке между Колымской и Усть-Среднеканской ГЭС Колыма принимает ряд притоков, наиболее крупные из которых — Бохапча, Дебин, Оротукан, Таскан; объём боковой приточности составляет 4,5 км³. Среднемноголетние расходы Колымы в районе Усть-Среднеканской ГЭС составляют 739 м³/с, причем зимние расходы могут падать ниже 5 м³/с. В тёплый период года наблюдаются два паводковых сезона: весеннее половодье и летне-осенние паводки; максимальный наблюдённый расход был зафиксирован в 1939 году и составлял 17 900 м³/с, максимальные расчётные расходы (повторяемость реже 1 раза в 10 000 лет) составляют 33 300 м³/с.
Станция построена в суровых климатических условиях, в условиях развития многолетней мерзлоты, глубина которой составляет около 300 м (за исключением зоны подруслового талика). Климат резко континентальный, средняя температура января −38°С, абсолютный минимум температур −62°С, среднегодовая температура составляет −12°С. Годовая сумма осадков — 509 мм.
В основании сооружений располагаются сильно трещиноватые песчаники, сланцы и алевролиты. В русле коренные породы перекрыты небольшим (около 1 м) слоем аллювия, на берегах — делювиальными отложениями толщиной 10—15 м. Фоновая сейсмичность составляет 7—8 баллов по шкале MSK-64.

## Конструкция станции
Конструктивно Усть-Среднеканская ГЭС представляет собой мощную плотинную средненапорную гидроэлектростанцию. Сооружения ГЭС разделяются на бетонную плотину, земляную плотину, здание ГЭС, производственно-технологический комплекс (ПТК). Установленная мощность электростанции — 570 МВт, проектная гарантированная мощность — 132 МВт, проектная среднегодовая выработка электроэнергии — 2,555 млрд кВт.ч.

### Плотина
Напорный фронт Усть-Среднеканской ГЭС общей длиной 2490 м включает в себя земляную и бетонную плотины. Земляная плотина отсыпается из песчано-гравийного грунта, имеет противофильтрационные элементы в виде ядра и понура из суглинисто-супесчаного грунта. Проектные длина плотины — 2100 м, максимальная высота — 65 м. В верховой клин плотины вписана первоочередная земляная плотина длиной 1218 м и высотой 33,5 м (отметка гребня 260,5 м), создававшая напор для временной работы первых двух гидроагрегатов ГЭС на сменных рабочих колёсах.
Бетонная плотина общей длиной 325 м и максимальной проектной высотой 74 м состоит из водосбросной плотины, станционной плотины, глухой плотины. Сопряжение с земляной плотиной осуществляется с помощью бетонного сопрягающего устоя длиной 70 м, включающего в себя бетонную шпору, верховую и низовую подпорные стены. В основании бетонной плотины размещается противофильтрационная цементационная завеса глубиной 25 м (на участке тектонических нарушений — до 100 м). На участках с вечномёрзлыми грунтами завеса устраивается после предварительного электрооттаивания мёрзлых пород.
Водосбросная плотина гравитационного типа, длиной 150 м и проектной высотой 74 м, с 10 глубинными отверстиями размером 6×12 м, обеспечивает пропуск расходов до 17 200 м³/с (обеспеченность 0,01 %). Гашение энергии потока сбрасываемой воды производится в водобойном колодце длиной 168,5 м и шириной 147 м. Станционная плотина, длиной 96 м, высотой 70 м, шириной по основанию 57 м, включает в себя водоприёмник из 4 секций с отверстиями 11,7×9 м, которые переходят в металлические напорные водоводы диаметром 7,6 м. Пропускная способность водосброса при отметке нормального подпорного уровня составляет 17200 м³/с. Глухая бетонная плотина длиной 105 м гравитационного типа, сопрягает напорный фронт с правым берегом.

### Станционный узел
Здание гидроэлектростанции приплотинного типа, длина машинного зала 138 м и ширина 26 м, длина монтажной площадки 36 м, расстояние между осями агрегатов 22,5 м. В здании ГЭС установлены 4 вертикальных гидроагрегата  мощностью по 142,5 МВт каждый, с радиально-осевыми турбинами РО 115/0910-В-580, работающими при расчётном напоре 58,4 м (максимальном 62 м). Первые две турбины были введены в работу на временных сменных рабочих колёсах РО 75/841И-580, предназначенных для работы в диапазоне напоров 24—46 м, с уменьшенной мощностью; в 2021 году рабочие колёса были заменены на постоянные. Турбины приводят в действие гидрогенераторы СВ 1258/172-60УХЛ4, вырабатывающие электроэнергию на напряжении 15,75 кВ. Производитель гидротурбин — Ленинградский металлический завод, гидрогенераторов — завод «Электросила» (оба предприятия входят в концерн «Силовые машины»). Отработавшая на турбинах вода сбрасывается в отводящий канал шириной 105 м, отделённый от водобойного колодца раздельной стенкой.
С генераторов электроэнергия передаётся на 4 повышающих трансформатора ТДЦ 200000/220, расположенных в пазухе между станционной плотиной и зданием ГЭС. К зданию ГЭС примыкает производственно-технологический комплекс, состоящий из трёх блоков: блок КРУЭ 220 кВ, административно-хозяйственный блок и здание эксплуатационных служб. Выдача мощности Усть-Среднеканской ГЭС в энергосистему Магаданской области должна осуществляться с комплектного распределительного устройства элегазового (КРУЭ) закрытого типа. Выдача электроэнергии и мощности станции производится по следующим линиям электропередачи:.
- ВЛ-220 кВ Усть-Среднеканская ГЭС — ПС Оротукан (2 цепи);
- ВЛ 220 кВ Усть-Среднеканская ГЭС — Колымская ГЭС (планируемая);

Эксплуатация станции осуществляется вахтовым методом. Для временного проживания эксплуатационного персонала предусмотрено здание эксплуатационных служб гостиничного типа на 120 человек.

Сооружения и оборудование Усть-Среднеканской ГЭС
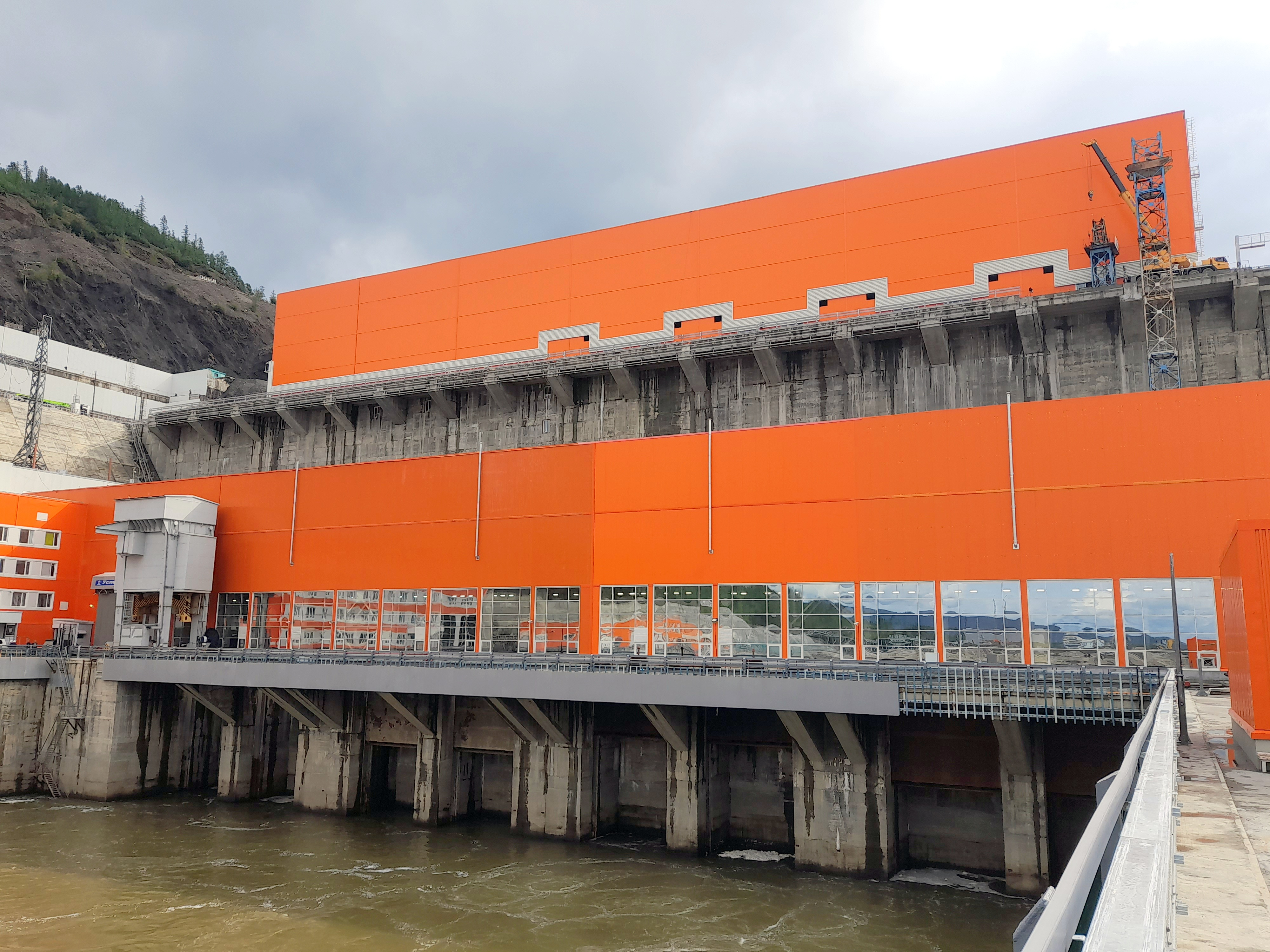
Здание ГЭС
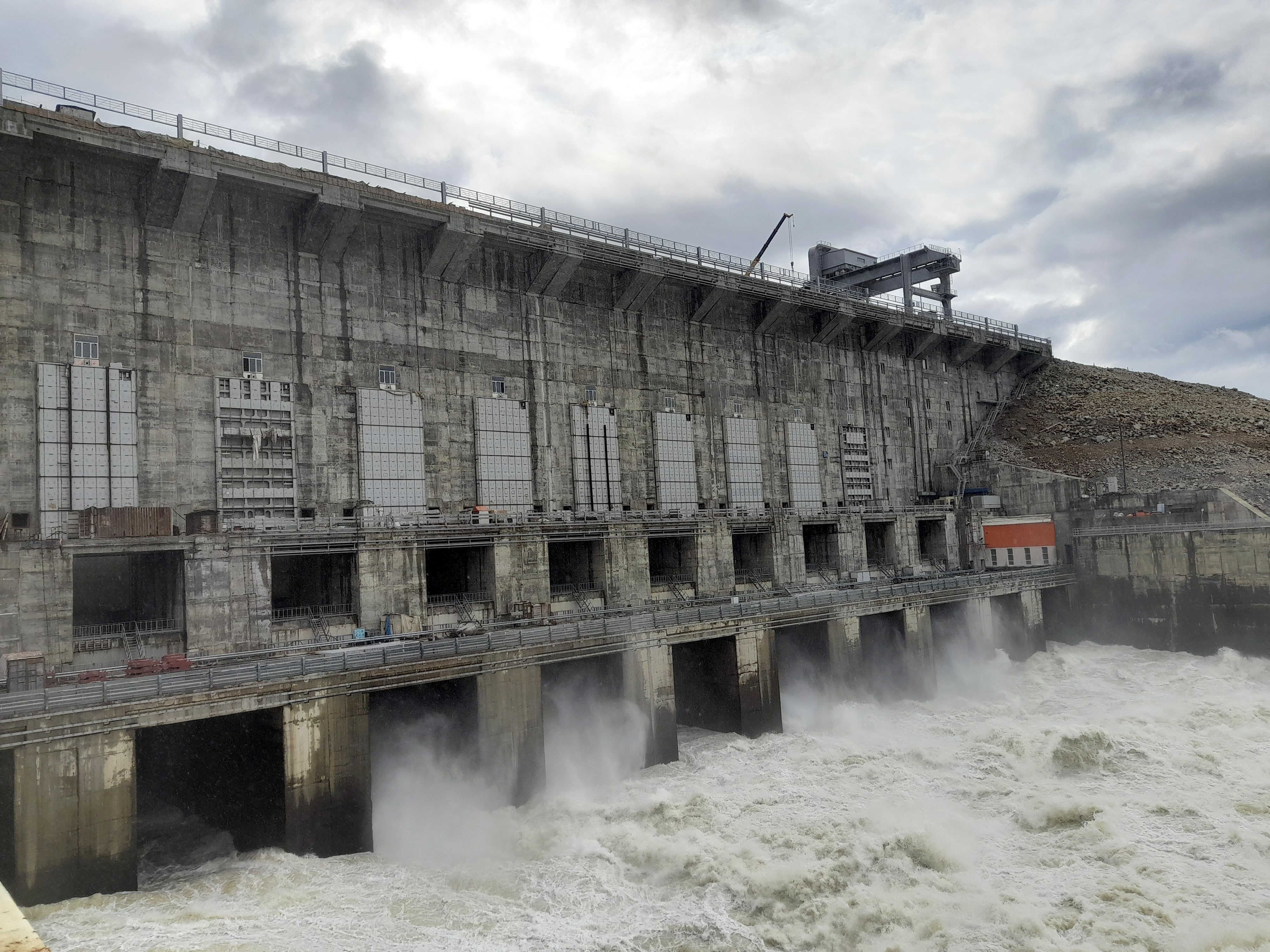
Водосбросная плотина
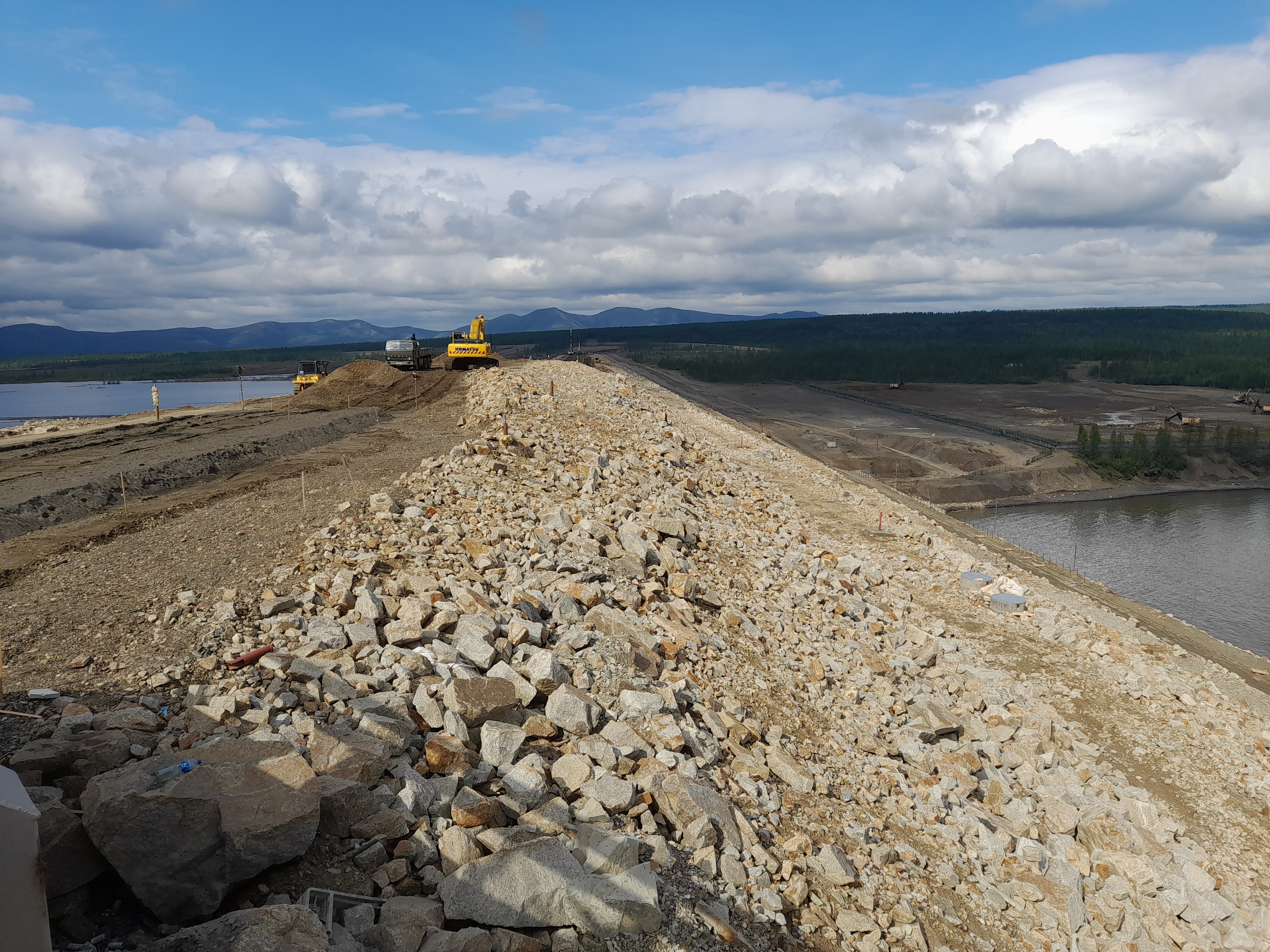
Земляная плотина
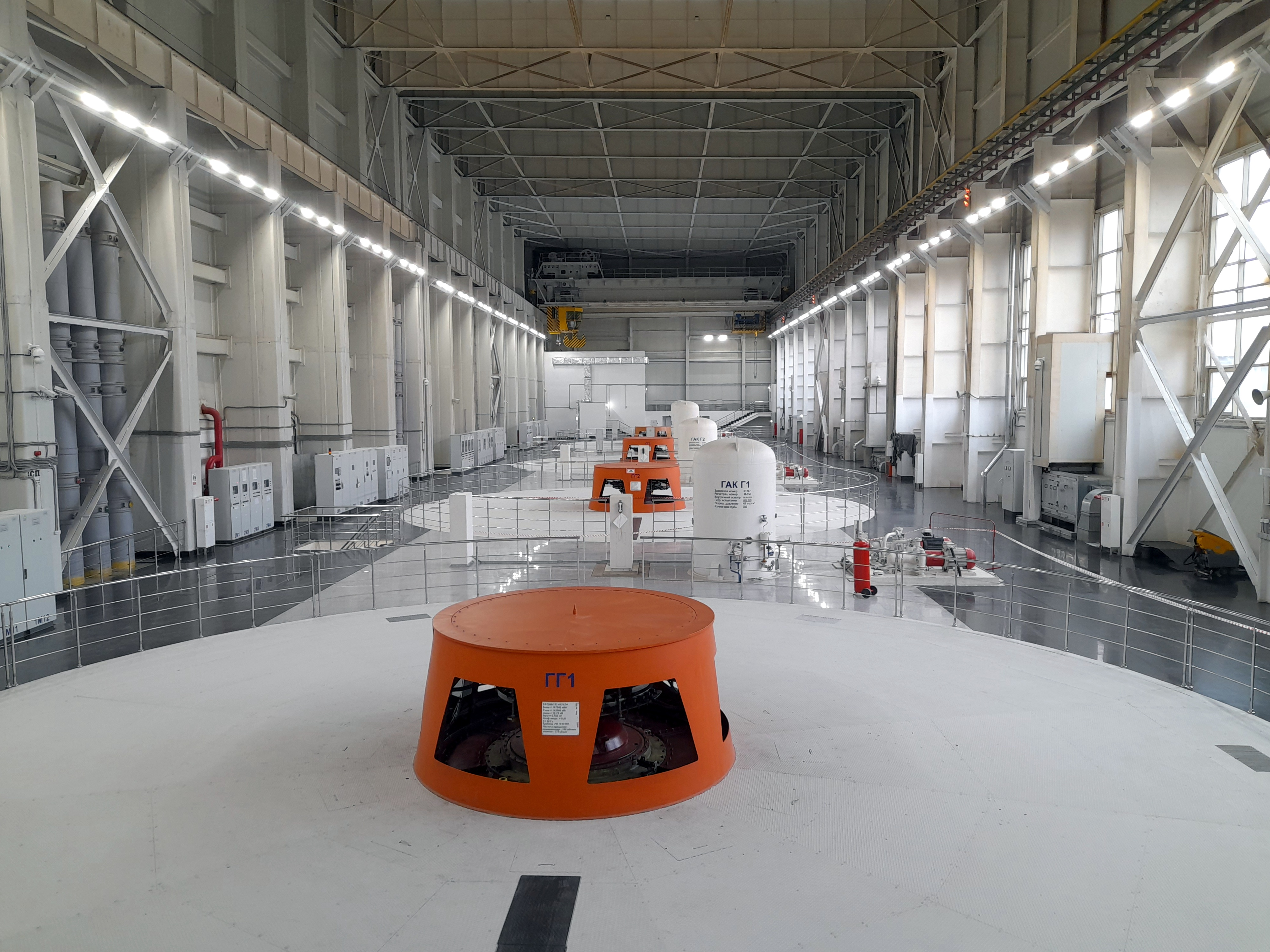
Машинный зал
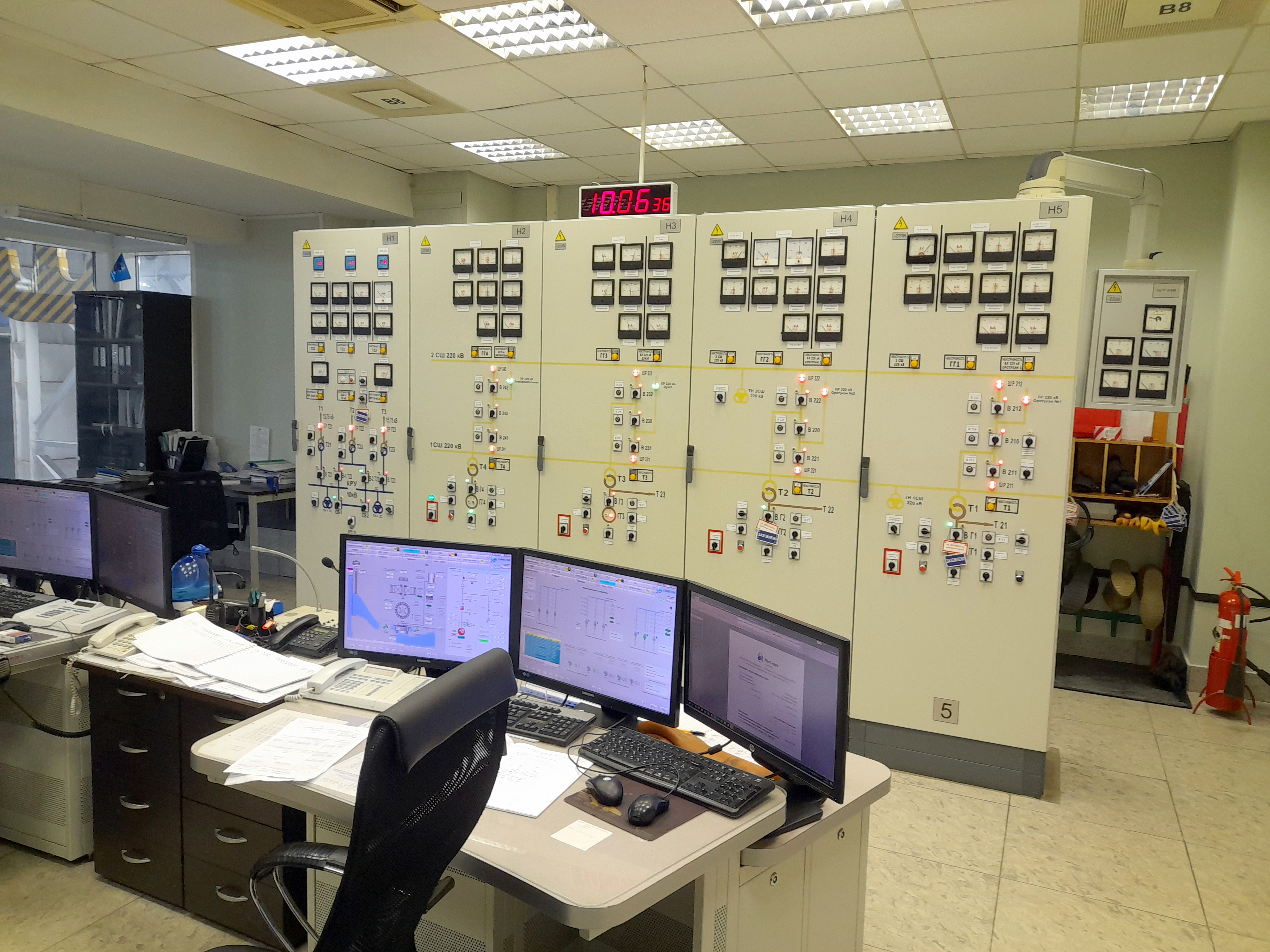
Центральный пульт управления
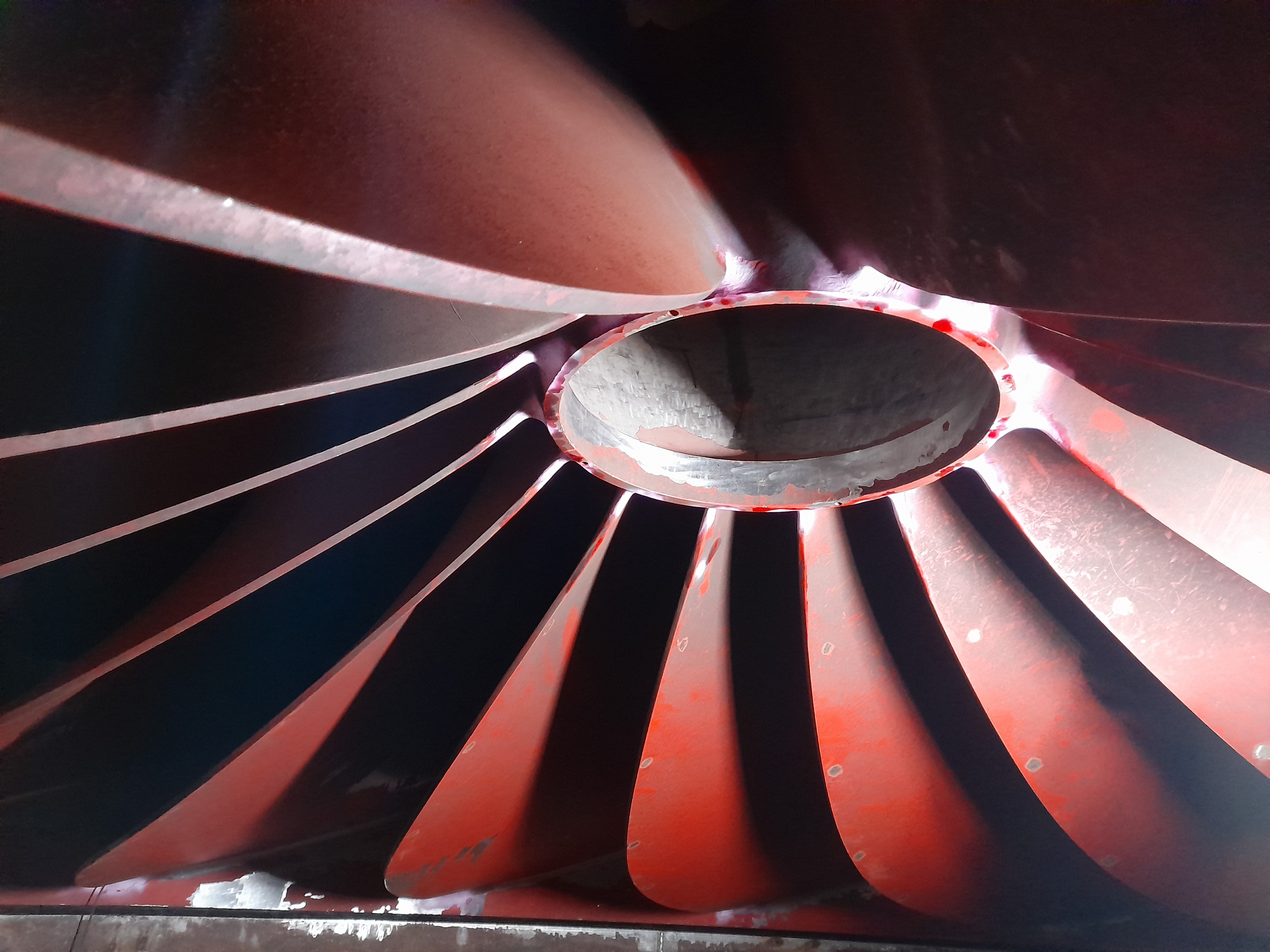
Рабочее колесо турбины
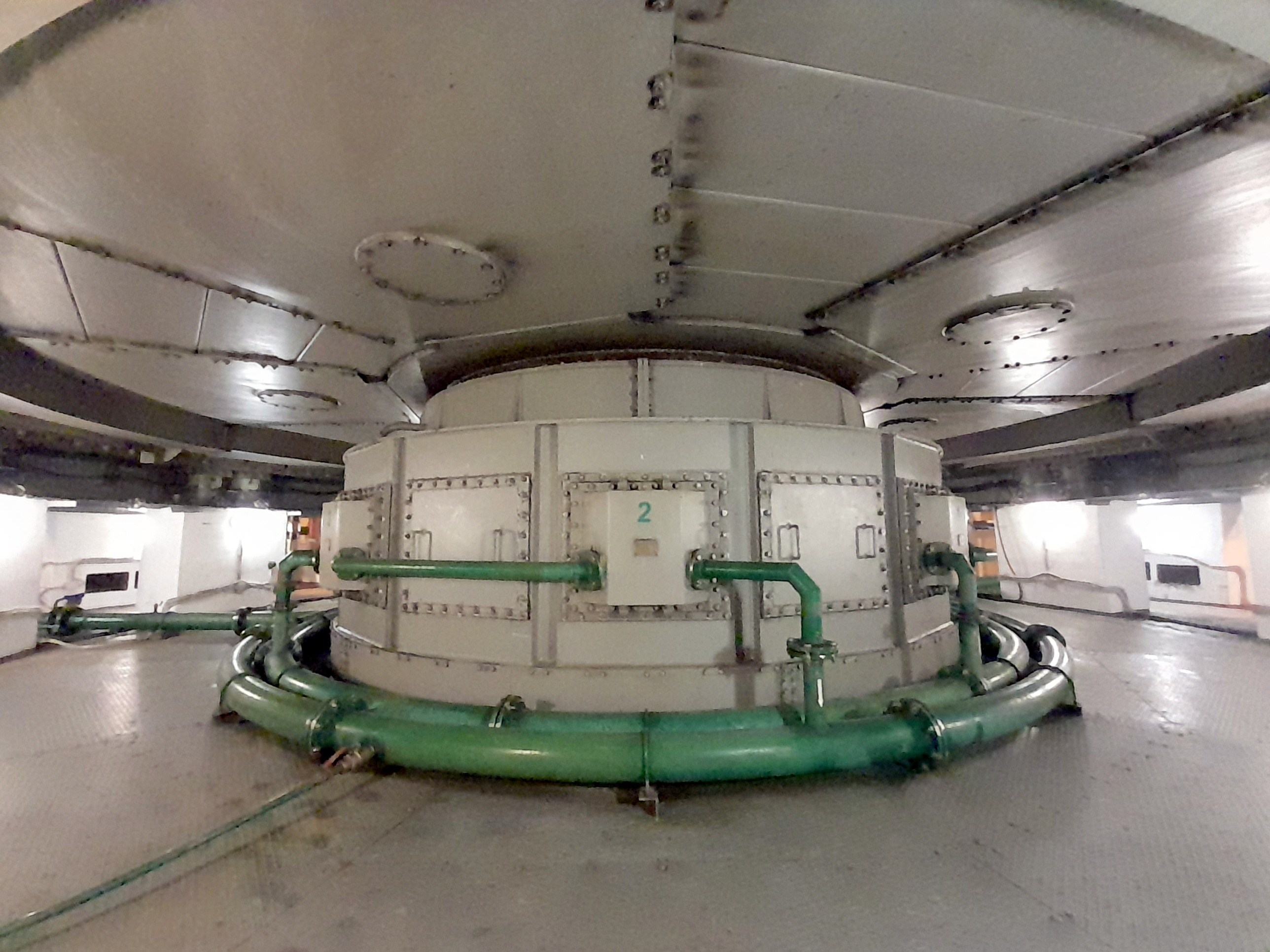
Подпятник генератора
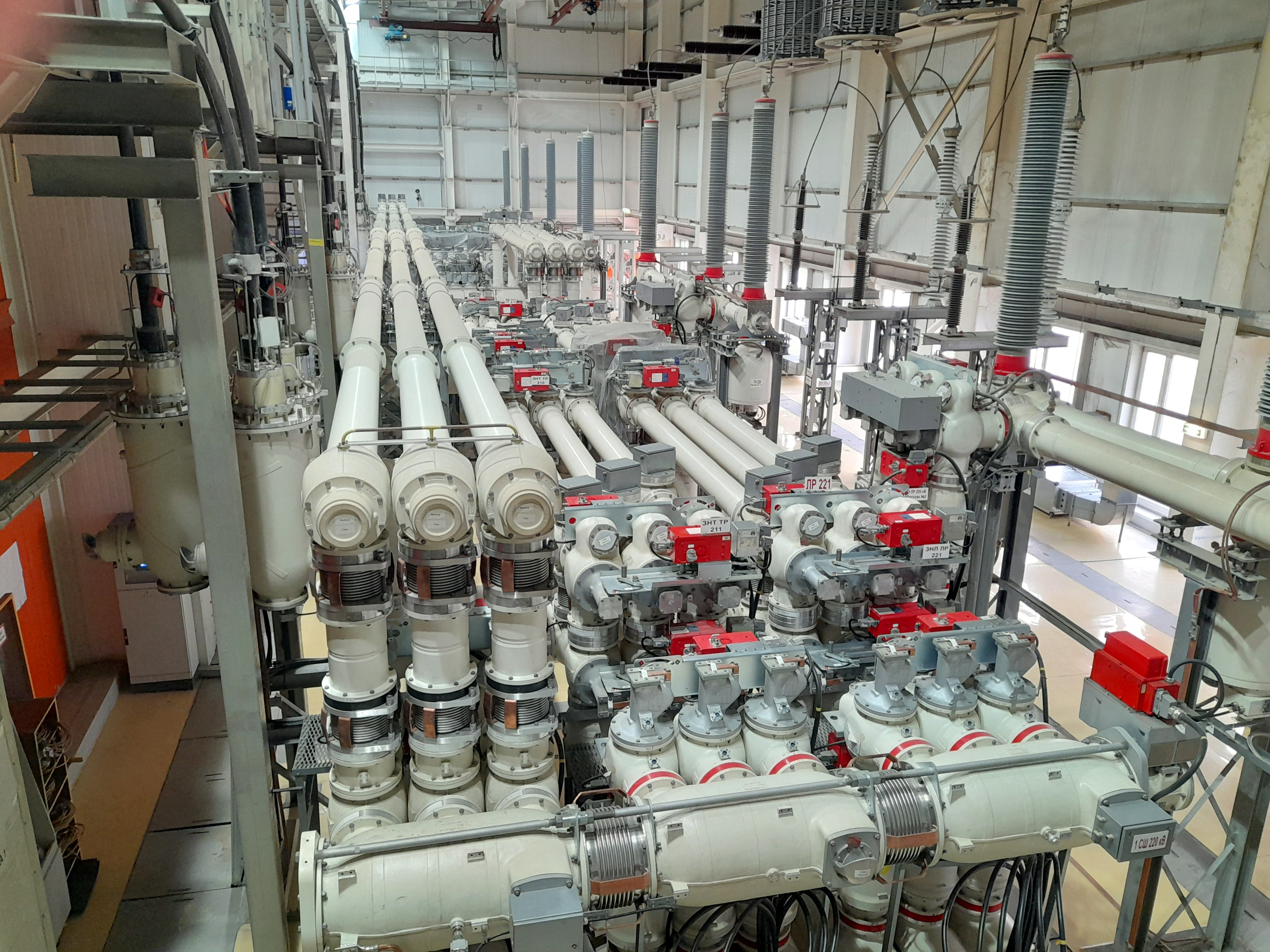
КРУЭ-220 кВ
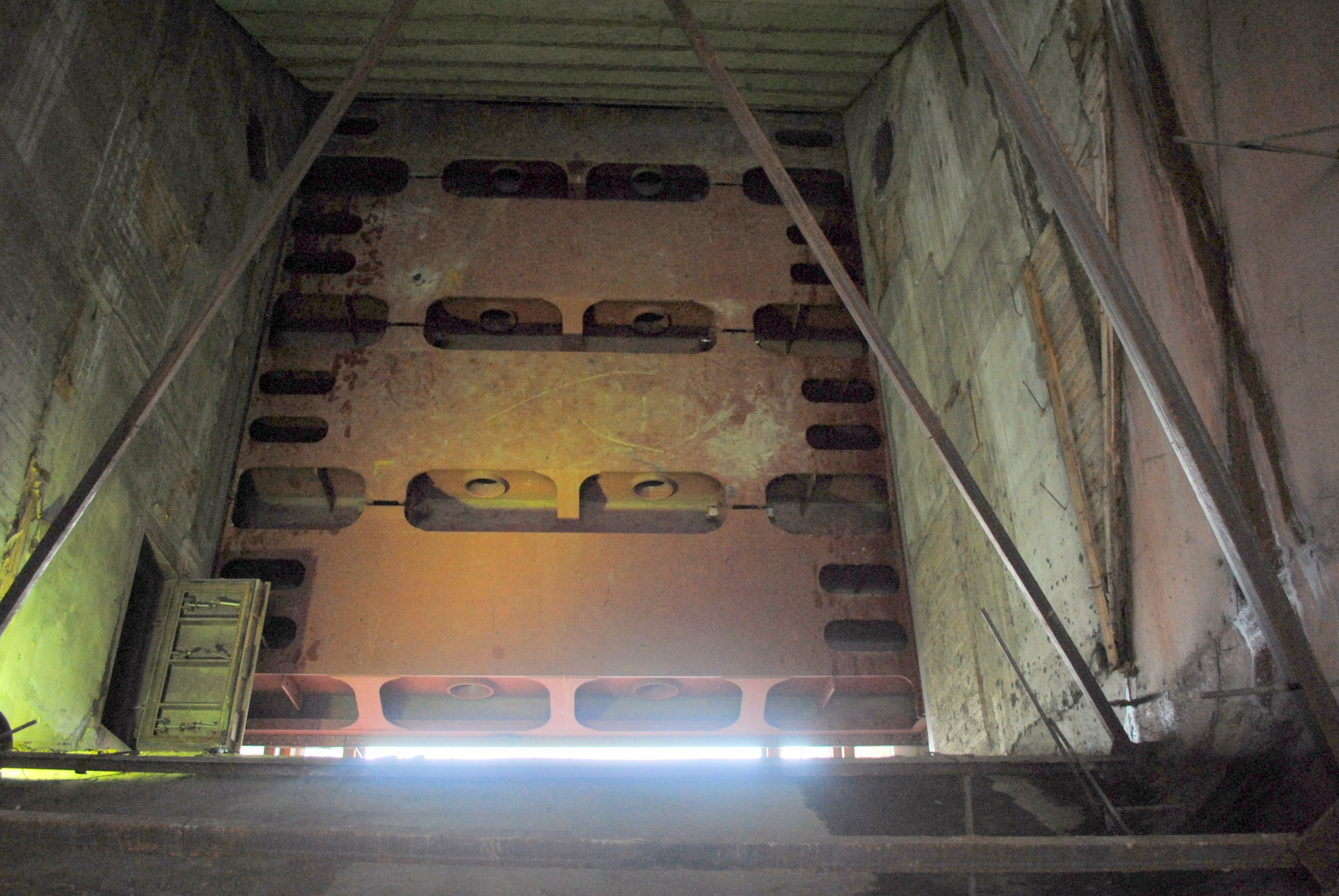
Затвор напорного водовода

### Водохранилище
Напорные сооружения ГЭС образуют Усть-Среднеканское водохранилище площадью 265 км², полной и полезной ёмкостью 5,4 и 2,57 км³ соответственно. Отметка нормального подпорного уровня (НПУ) — 290 м, форсированного подпорного уровня (ФПУ) — 292,3 м, уровня мёртвого объёма — 278 м. При создании водохранилища затапливается 40 га сельхозугодий, переселения населения не требуется. В 2013—2018 годах водохранилище функционировало при следующих параметрах: отметка НПУ — 256,5 м, площадь 59,6 км², полный объём 0,524 км³, полезный объём отсутствует. Осенью 2018 года водохранилище было заполнено до новой отметки и эксплуатируется со следующими параметрами: отметка НПУ — 274,3 м для зимнего периода и 268,5 м для летнего периода, площадь 110,4 км², полный объём (при отметке НПУ зимнего периода) 2,284 км³. Летом 2024 года водохранилище было заполнено до проектной отметки.

## Экономическое значение
Завершение строительства Усть-Среднеканской ГЭС, как планируется, позволит:
- увеличить в 1,5 раза (на 102 МВт) зимнюю гарантированную мощность и выработку Колымской ГЭС;
- в перспективе увеличить гарантированную зимнюю мощность Колымского каскада до 430 МВт путём повышения НПУ на Колымской ГЭС на 1,5 м при минимальных затратах;
- создать предпосылки для развития горнодобывающих предприятий, в первую очередь — золотодобывающих (в качестве основного потребителя электроэнергии рассматривается Наталкинский ГОК);
- переключить на Усть-Среднеканскую ГЭС регулирование судоходных попусков, что позволит снять ограничения на режимы работы Колымской ГЭС;
- пропускать в летний период всю боковую приточность транзитом в нижний бьеф, не задерживая воду в Усть-Среднеканском водохранилище;
- увеличить надёжность энергоснабжения Магаданской области, обеспечить энергетическую безопасность региона, в зимний период станция будет принимать участие в суточном и недельном регулировании нагрузки центрального энергоузла Магаданэнерго, поддерживать постоянную частоту и выполнять функции аварийного резерва в энергосистеме;
- отказаться от строительства новых тепловых электростанций, сократить потребление привозного топлива и за счёт этого улучшить экологическое состояние региона;
- снизить рост тарифов на электроэнергию в Магаданской области за счёт снижения себестоимости её производства;
- создать новые рабочие места, сократить отток населения, улучшить социальную обстановку в регионе;
- улучшить качество жизни населения за счёт перевода котельных на электроотопление и горячее водоснабжение.

Заказчиком строительства Усть-Среднеканской ГЭС являлось АО «Усть-Среднеканская ГЭС им. А. Ф. Дьякова», генеральным подрядчиком — АО «Усть-СреднеканГЭСстрой». Обе организации являются дочерними обществами ПАО «Колымаэнерго», которое в свою очередь входит в группу «РусГидро».

## Экологические последствия
Влияние Усть-Среднеканской ГЭС на окружающую среду оценивается как ограниченное. Режим работы водохранилища предполагает его заполнение в зимний период увеличенными (по сравнению с природными значениями стока реки) сбросами с Колымской ГЭС и сработку в летний (паводковый) период, что позволит минимизировать влияние водохранилища на водный режим в нижнем бьефе и уменьшить таковое влияние Колымского водохранилища. Проектом предусмотрена полная лесоочистка ложа водохранилища. Усть-Среднеканское водохранилище, действуя как отстойник, будет способствовать улучшению качества воды в Колыме, загрязняемой стоками с горнодобывающих предприятий. Ниже ГЭС в зимний период ожидается образование незамерзающей полыньи протяженностью 10—25 км, не оказывающей существенного отрицательного воздействия на здоровье людей по причине отсутствия в этом районе постоянного населения. Проходные лососевые рыбы в Колыму не заходят, нерестилища большинства ценных полупроходных и жилых видов рыб (сибирский осётр, пелядь, чир, муксун и т. п.) расположены значительно ниже створа ГЭС.

## История строительства

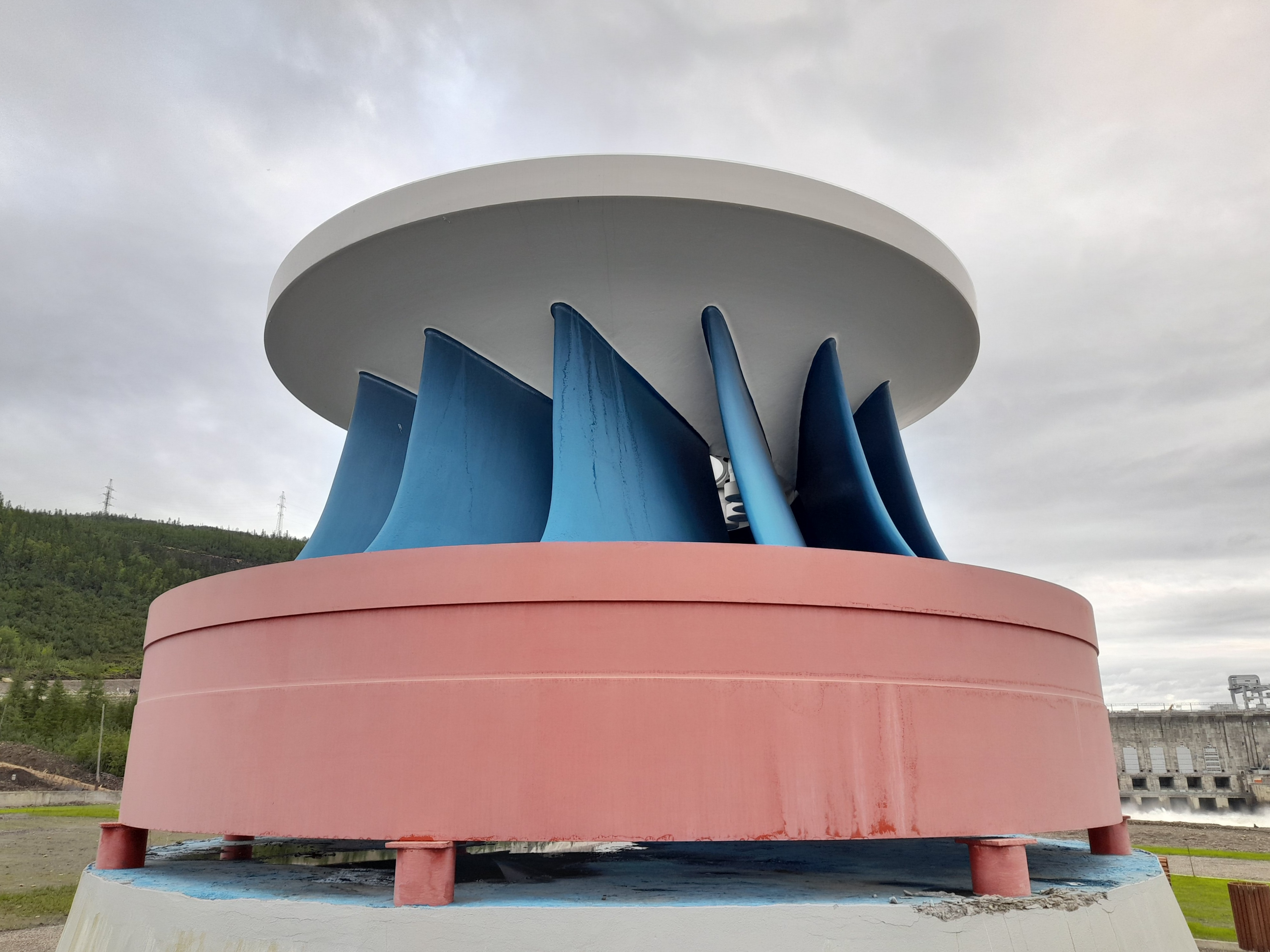
Временное рабочее колесо гидротурбины Усть-Среднеканской ГЭС

Усть-Среднеканская ГЭС была спроектирована институтом «Ленгидропроект» в 1980-х годах, технико-экономическое обоснование строительства станции было утверждено приказом Министерства энергетики и электрификации СССР (Минэнерго СССР) от 4 января 1989 года. По поручению Госкомприроды РСФСР Магаданским областным комитетом по охране природы по проекту строительства Усть-Среднеканской ГЭС была проведена экспертиза и выдано положительное заключение от 25 октября 1990 года. Титул строительства утверждён Минэнерго СССР 21 декабря 1990 года, строительство предполагалось осуществить в 1991—2000 годах, с вводом гидроагрегатов в 1999 году. В 1991 году было создано управление строительства «СреднеканГЭСстрой», начаты работы подготовительного этапа — строительство автомобильной дороги до посёлка Усть-Среднекан, подготовка строительной базы. В 1992 году в створе гидроузла были начаты земляные работы — отсыпаны перемычки котлована основных сооружений, был введён в эксплуатацию временный бетонный завод. Первый кубометр бетона на строительстве ГЭС был уложен в 1993 году, в этом же году введён в эксплуатацию мост через Колыму, обеспечивший транспортную связь с левобережной площадкой строительства. В 1996 году в эксплуатацию был введён первый башенный кран (КБГС-450), а также вторая очередь временного бетонного завода и подстанция 110/35/6 кВ. Постановлением Правительства Российской Федерации от 20 ноября 1995 года «О неотложных мерах государственной поддержки для решения социально-экономических проблем Магаданской области» Усть-Среднеканская ГЭС включена в перечень важнейших строек и объектов, финансируемых за счёт средств федерального бюджета. В 1999 году начался монтаж гидросилового оборудования — отсасывающих труб первых двух гидротурбин, а также начаты работы по устройству противофильтрационной завесы. В целом в 1990-х годах строительство велось низкими темпами ввиду недостаточного финансирования, которое осуществлялось в основном из федерального бюджета.
В 2000 году были смонтированы спиральные камеры гидротурбин, в 2002 году произведён монтаж отсасывающих труб гидроагрегатов № 3 и 4. В 2001 году при пропуске ледохода в створе гидроузла образовался ледяной затор, что привело к нерасчётному подъёму воды и затоплению строительного котлована, из которого были заблаговременно выведены люди и техника, что позволило свести ущерб к минимуму. В дальнейшем были разработаны специальные мероприятия по предотвращению заторов путём повышенных сбросов воды с Колымской ГЭС. В 2004 году на склады заказчика были доставлены два гидрогенератора, уложено 26 тыс. м³ железобетона. Проект Усть-Среднеканской ГЭС прошёл повторную государственную экспертизу и 9 марта 2004 года был заново утверждён актом Министерства энергетики. Был поднят вопрос о целесообразности продолжения строительства станции — 21 января 2005 года в Минпромэнерго России состоялось заседание Межведомственной рабочей группы по определению целесообразности достройки Усть-Среднеканской ГЭС. В заседании приняли участие представители Минэкономразвития России, РАО «ЕЭС России», администрации Магаданской области, независимые эксперты. Межведомственной рабочей группой с учётом экспертного заключения и позиций заинтересованных ведомств было принято решение о достройке пускового комплекса Усть-Среднеканской ГЭС. В 2005 году были изготовлены и доставлены два гидрогенератора, уложено 26 тыс. м³ железобетона и 30 тыс. м³ насыпи.
| Финансирование строительства Усть-Среднеканской ГЭС с 2002 года, млн рублей |      |      |      |      |      |      |      |      |      |      |      |      |      |      |      |      |      |      |      |       |
| 2002                                                                        | 2003 | 2004 | 2005 | 2006 | 2007 | 2008 | 2009 | 2010 | 2011 | 2012 | 2013 | 2014 | 2015 | 2016 | 2017 | 2018 | 2019 | 2020 | 2021 | 2022  |
| 468                                                                         | 678  | 677  | 877  | 888  | 1270 | 2517 | 2446 | 3266 | 4729 | 4823 | 3608 | 4252 | 1979 | 3521 | 3739 | 4519 | 5700 | 5404 | 8768 | 14521 |

В 2006 году на строительстве было уложено 26 тыс. м³ железобетона, 13 и 27 сентября того же года в аэропорт Магадана были доставлены два временных рабочих колеса турбин ГЭС, весом по 96 тонн каждое. Общая готовность пускового комплекса ГЭС превысила 80 %.
В 2007 году строительство Усть-Среднеканской ГЭС было включено в федеральную целевую программу «Экономическое и социальное развитие Дальнего Востока и Забайкалья на период до 2013 года» и было существенно активизировано — впервые на продолжение строительства было выделено более миллиарда рублей. В июле 2007 года из ОАО «Колымаэнерго» были выделены дочерние общества — ОАО «Усть-Среднеканская ГЭС» (заказчик строительства) и генеральный подрядчик по строительству ОАО «Усть-СреднеканГЭСстрой».
В 2008 году в результате реформы «РАО ЕЭС» строящаяся станция перешла в собственность ОАО «РусГидро». В апреле на стройплощадку станции были доставлены по зимнику рабочие колёса гидротурбин, до того момента находившиеся на хранении в аэропорту. В декабре была начата сборка гидроагрегата № 1. За год уложено 86 тыс. м³ гидротехнического бетона, выполнен монтаж напорных водоводов, мостовых кранов машинного зала грузоподъёмностью 320 т, большие объёмы земляных и цементационных работ. Начато строительство ВЛ 220 кВ «Усть-Среднеканская ГЭС — Оротукан». Значительное увеличение объёмов работ вызвано ростом финансирования в 2 раза, до 2,5 млрд руб. В 2009 году было уложено 55 тыс. м³ бетона, велись монтаж двух гидротурбин (смонтирована 1000 т оборудования) и проходка подходного и дренажного тоннелей.

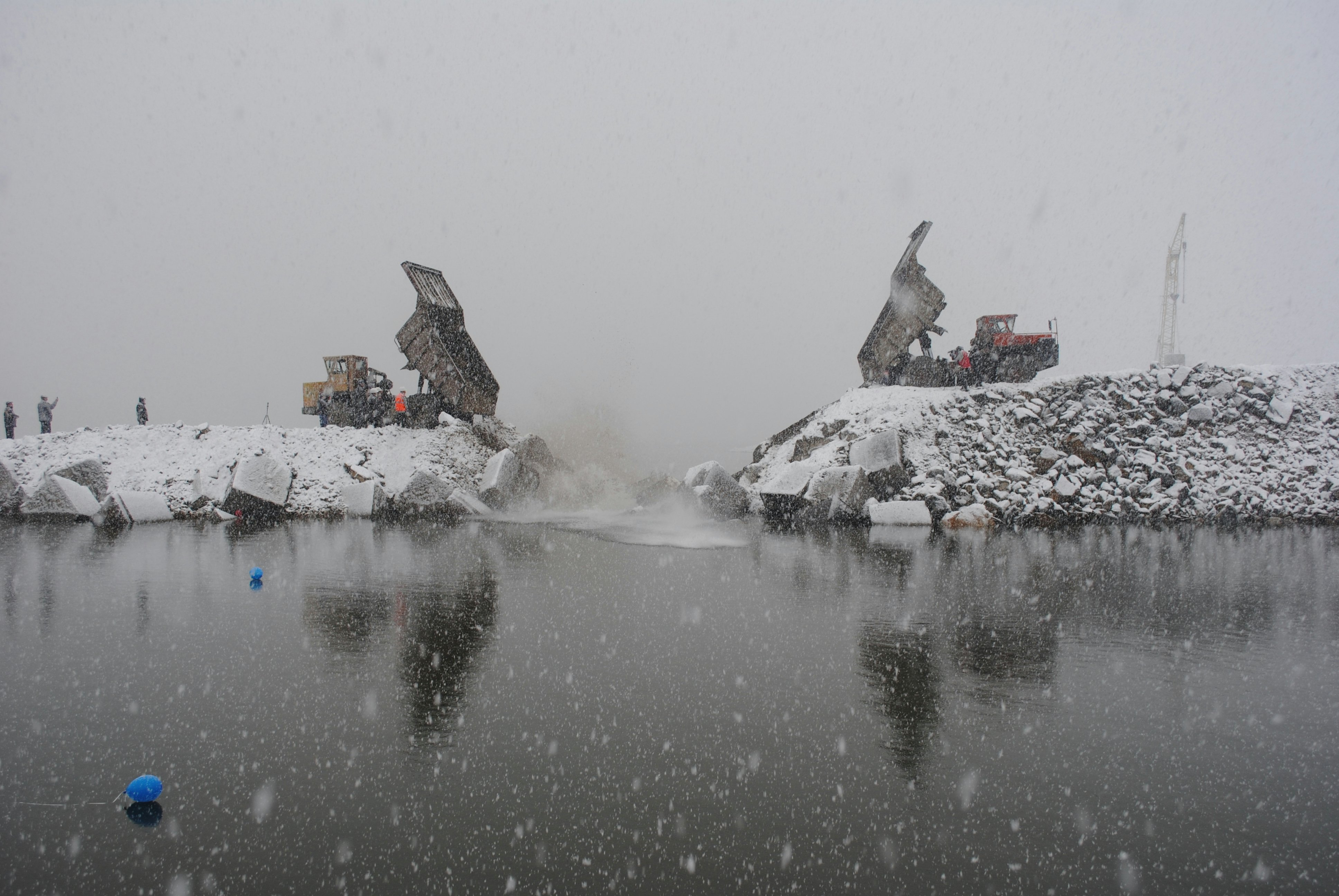
Перекрытие Колымы на строительстве Усть-Среднеканской ГЭС

В 2010 году строительство впервые финансировалось не только из средств федерального бюджета (812 млн руб.), но и за счёт инвестиционных средств ОАО «РусГидро» в объёме 2 млрд руб. За год уложено 56 тыс. м³ бетона, на строительную площадку доставлены два силовых трансформатора, вёлся монтаж затворов водосбросной плотины, земляные работы. В 2011 году строительство станции было профинансировано на рекордные 4,7 млрд руб., 7 июля было произведено затопление строительного котлована ГЭС, 25 сентября в створе ГЭС перекрыта река Колыма, пропуск воды осуществляется через отверстия водосбросной плотины. В течение года было уложено 73 тыс. м³ бетона, смонтировано более 2000 тонн металлоконструкций, земляные работы (разработка карьеров и отсыпка грунта) выполнены в объёме 2,8 млн м³, завершена проходка подходного и дренажного тоннелей.
В 2012 году сооружения напорного фронта Усть-Среднеканской ГЭС возведены до отметки первого пускового комплекса. В течение года велись работы по отсыпке земляной плотины, монтажу гидроагрегатов и КРУЭ 220 кВ.
Пуск первых двух агрегатов на пониженной отметке водохранилища произведён в 2013 году (мощность ГЭС составила 168 МВт). В 2015 году в основные бетонные сооружения Усть-Среднеканской ГЭС уложено почти 32 тыс. м³ бетона, высота отдельных секций плотины увеличена на 6 метров. Также в 2015 году строители продолжали возведение земляной плотины в её русловой части. Выполнялась отсыпка упорных призм, ядра, переходных зон. Всего за год в тело плотины уложено более 1 млн м³ грунта. В июне 2016 на стройплощадку доставлено рабочее колесо турбины гидроагрегата № 3.
Гидроагрегат № 3 пущен 5 марта 2019 года, мощность ГЭС увеличилась до 310,5 МВт. В июне 2021 года, после замены временного рабочего колеса гидроагрегата № 1 на штатное, мощность станции возросла до 369 МВт. В январе 2022 года после проведения аналогичных работ на гидроагрегате № 2 мощность станции возросла до 427,5 МВт. Четвертый гидроагрегат был пущен 6 сентября 2022 года, после чего станция достигла проектной установленной мощности. В полном объёме строительство станции было завершено в декабре 2024 года.
Строительство станции велось вахтовым методом, для проживания строителей построен вахтовый посёлок с 5 пятиэтажными общежитиями, рассчитанными на 800 человек.

## Эксплуатация
В январе 2017 года Усть-Среднеканской ГЭС было присвоено имя Анатолия Федоровича Дьякова.
| 2013 | 2014 | 2015  | 2016 | 2017 | 2018 | 2019 | 2020 | 2021 | 2022 |
| ---- | ---- | ----- | ---- | ---- | ---- | ---- | ---- | ---- | ---- |
| 118  | 373  | 280,5 | 337  | 342  | 452  | 614  | 747  | 532  | 536  |